# BABY (aiko專輯)
《BABY》，日本女性創作歌手aiko的第9張錄音室專輯。2010年3月31日發行。

## 解説
前作《秘密》約兩年之後發行。收錄了《KissHug》、《milk／嘆息之吻》和《無法挽回的明日》3張單曲的4首A面曲，其中《無法挽回的明日》是專輯的先行單曲。
專輯名為「BABY」，是因為aiko覺得專輯裡每一首歌對她都非常重要，對這些歌曲都充滿了愛意。這是aiko首張使用英文作為專輯名稱。
專輯曲目《鏡子》是aiko首次以「我」對視角創作的歌曲，不過aiko認為《鏡子》不能夠作為專輯的開場曲目，於是在大部分音樂節目的演出中，aiko都選擇唱《beat》而不是《鏡子》。
《那孩子的夢》被用作NHK晨間小說連續劇《歡迎龜來》的主題曲，並且在2009年12月31日的第60回NHK紅白歌合戰上演唱這首歌。當時這首歌並沒有單曲實體化發行，也未有任何專輯收錄，因此aiko成為自1985年澀柿隊以來，第二位能在紅白演出自己尚未發售歌曲的藝人。
發行首週即在Oricon公信榜取得冠軍。

## 收錄曲目
1. beat
2. 鏡子
3. milk
4. KissHug
5. 夏日歸去（夏が帰る）
6. 節奏
7. 嘆息之吻（嘆きのキス）
8. 繞路
9. 指尖
10. Yellow
11. 無法挽回的明日（戻れない明日）
12. 那孩子的夢（あの子の夢）
13. 光
14. 隧道

## 外部連結
- 唱片介紹（页面存档备份，存于）